# Patricia López Arnaiz
Pour les articles homonymes, voir López et Arnaiz.
Ne pas confondre avec l'actrice chilienne Patricia López.
Patricia López Arnaiz, née en 1981 à Vitoria-Gasteiz au Pays basque, est une actrice espagnole.

## Filmographie
- 2010 : For 80 Days : Garazi
- 2010 : Qué vida más triste (série télévisée)
- 2013 : Amaren eskuak
- 2013 : Wounded : Sandra
- 2014 : Lasa y Zabala : Izaskun
- 2015 : An Autumn Without Berlin :  présentatrice
- 2017 : Le Gardien invisible (El guardián invisible) : Rosaura Salazar
- 2018 : L'Arbre de sang (El árbol de la sangre) : Amaia
- 2018-2019 : The Plague (série télévisée) : Teresa Pinelo (12 épisodes)
- 2018-2019 : La otra mirada (es) (série télévisée) : Teresa Blanco (26 épisodes)
- 2019 : Lettre à Franco (Mientras dure la guerra) : María de Unamuno
- 2019 : De chair et d'os : Rosaura Salazar
- 2019 : Un coche cualquiera (court métrage) : Susana
- 2020: Ane de David Pérez Sañudo : Lide
- 2021 : La hija de Manuel Martín Cuenca
- 2022 : Feria, l'éclat des ténèbres (Feria: La luz más oscura, série télévisée) : Sandra
- 2022 : Intimidad : Begoña
- 2023 : 20000 espèces d’abeilles : Ane

## Distinction
- 8e cérémonie des prix Feroz : meilleure actrice pour son rôle dans Ane[1]
- 35e cérémonie des Goyas : meilleure actrice pour son rôle dans Ane[2]